# Martin Meroy
Martin Meroy, né Charles Ewald, est un écrivain, un journaliste, un directeur de collection et un producteur de radio français, auteur de roman policier et de roman d'espionnage.

## Biographie
Il dirige l'agence France Presse de New York de 1948 à 1953. S'intéressant aux affaires criminelles, il écrit des articles pour Mystère magazine sur l'enlèvement et le meurtre du jeune Bobby Greenlease (en) au Texas en 1953 et sur Peter Sutcliffe, surnommé l'Éventreur du Yorkshire. Il participe à des émissions radiophoniques, notamment Les Dossiers extraordinaires, animées par Pierre Bellemare sur Europe 1, ou Murder Party sur Radio Monte Carlo. Il est également directeur de plusieurs collections littéraires chez l'éditeur André Martel, comme Start Police ou Le Crabe police.
En 1959, il publie son premier roman, Les blondes ont la vie dure. Il écrit une série de romans mettant en scène Charlie Colt, ainsi que quelques romans d'espionnage. Son œuvre « qui, au sein de la production de l'époque, ne se distinguent pas tant par leur style, somme toute assez quelconque, que par la large place accordée à des énigmes de chambres closes et de crimes impossibles, souvent intrigants et forts ingénieux ».
Il collabore à plusieurs revues comme "Autopoche" ou "Sciences et Voyages" puis dans les années 1970 écrit le scénario de plusieurs bandes-dessinées (les Pieds Nickelés, Bibi Fricotin. Selon certaines sources, il serait sous le pseudonyme de Jerry Hall le premier traducteur de James Bond en France (Docteur No).

## Œuvre

### Romans signés Martin Meroy

#### SérieCharlie Colt
- Le Premier de la liste, André Martel, coll. « Le Crabe police » no 2 (1966)
- Un cercueil pour l'héritière, André Martel, coll. « Le Crabe Police » no 3 (1966)
- Celle qui en savait trop, André Martel, coll. « Le Crabe Police » no 4 (1966)
- Au troisième top, il sera mort, André Martel, coll. « Le Crabe Police » no 5 (1966)
- Et s'il n'en reste qu'un, André Martel, coll. « Le Crabe Police » no 6 (1966)
- Poker fatal, André Martel, coll. « Le Crabe Police » no 8 (1966)
- Belles à croquer, André Martel, coll. « Le Crabe Police » no 9 (1966)
- Silence, on tue, André Martel, coll. « Le Crabe Police » no 13 (1968)
- Première pour un meurtre, André Martel, coll. « Le Crabe Police » no 16 (1968)
- Rideau pour l'assassin, André Martel, coll. « Le Crabe Police » no 17 (1969)

#### Autres romans
- Les blondes ont la vie dure, Presses internationales, coll. « Inter-Police » no 4 (1959), réédition André Martel, coll. « Start Police » no 2 (1965)
- Du plomb pour la famille, Presses internationales, coll. « Inter-Police » no 8 (1959)
- Un couteau dans la plaie, Presses internationales, coll. « Inter-Police » no 16 (1959)
- Meurtre en chambre noire, Presses internationales, coll. « Inter-Police » no 39 (1960)
- Meurtre par intérim, Presses internationales, coll. « Inter-Police Choc » no 5 (1960)
- Meurtre en strip-tease, Presses internationales, coll. « Inter-Police Choc » no 9 (1960)
- Silence on tue, Presses internationales, coll. « Inter-Police » no 48 (1961)
- Sabotage aux 24 heures du Mans, Presses internationales, coll. « Inter-Police » no 55 (1961), réédition André Martel, coll. « Start Police » no 6 (1965)
- Meurtre sans filet, Presses internationales, coll. « Inter-Police » no 73 (1962), réédition André Martel, coll. « Le Crabe Police » no 15 (1968)
- Bon Noël, assassin, Presses internationales, coll. « Inter-Police » no 80 (1963), réédition André Martel, coll. « Start Police » no 11 (1965)
- Une beauté épinglée, Presses internationales, coll. « Inter-Police » no 84 (1963), réédition André Martel, coll. « Start Police » no 16 (1966)
- Menuet pour l'assassin, Presses internationales, coll. « Inter-Police » no 87 (1963)
- Meurtre sur un circuit, Presses internationales, coll. « Inter-Police » no 89 (1963), réédition André Martel, coll. « Start Police » no 7 (1965)
- Meurtre autour d'un ring, Presses internationales, coll. « Inter-Police » no 94 (1964), réédition André Martel, coll. « Start Police » no 15 (1966)
- Lola se marie en noir, André Martel, coll. « Start Police » no 5 (1965)
- Meurtres au Nylon, André Martel, coll. « Start Police » no 12 (1966)
- Implacable Testament, André Martel, coll. « Start Police » no 14 (1966)
- Meurtres en gant blanc, André Martel, coll. « Start Police » no 17 (1966)
- Testament sans pardon, Bellevue, coll. « Roman de choc » no 12 (1973)

### Romans signés Charles Ewald
- Terreur sur Manhattan, Éditions Jacquier, coll. « La Loupe » no 90 (1959), réédition Presses internationales, coll. « Inter-Police Choc » no 18
- Le Sorcier de Manhattan, Hachette, coll. « Le Point d'interrogation » (1963)
- L'Oiseau chinois, André Martel, coll. « Le Crabe Espionnage » no 1 (1966)
- L'Homme de C.R.A.N, André Martel, coll. « Néo-espionnage » no 2 (1967)
- Les Apprentis sorciers, André Martel, coll. « Neoespionnage » (1970)
- Opération cataclysme (1970)
- La Loi des traîtres, Eurédif, coll. « Suspense » no 2 (1975)

## Sources
: document utilisé comme source pour la rédaction de cet article.
- Claude Mesplède (dir.), Dictionnaire des littératures policières, vol. 2 : J - Z, Nantes, Joseph K, coll. « Temps noir », 2007, 1086 p. (ISBN 978-2-910-68645-1, OCLC 315873361), p. 354.